# Jusepe de Ribera

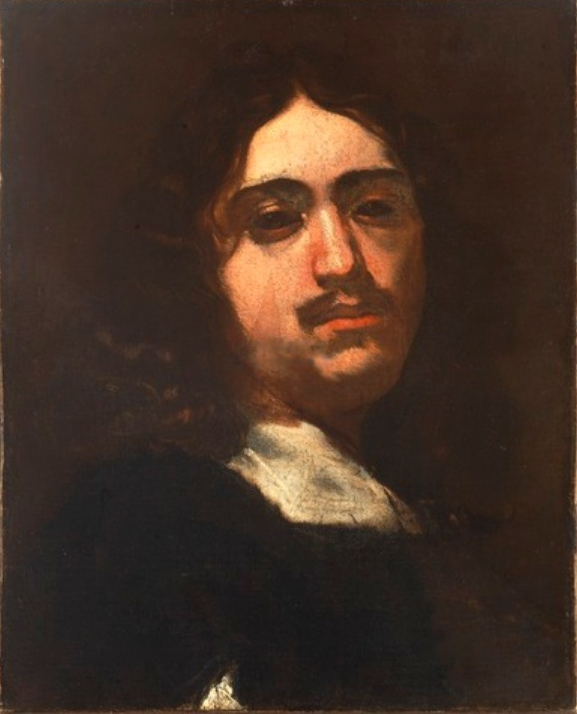
José de Ribera

José de Ribera (12 tháng 1 năm 1591 - 2 tháng 9 năm 1652) là một họa sĩ trường phái Tenebrist và người sản xuất tranh người Tây Ban Nha, với tên khác là Jusepe de Ribera. Ông cũng có tên là Lo Spagnoletto ("gã Tây Ban Nha nhỏ con") do những người đương thời của ông và những người viết về ông thời đầu đặt cho. Rivera là một họa sĩ hàng đầu của trường phái Tây Ban Nha, mặc dù các tác phẩm trưởng thành của ông đều được vẽ ở Ý.